# دیلن کولیر
دیلن کولیر (انگلیسی: Dylan Collier؛ زادهٔ ۲۷ آوریل ۱۹۹۱) بازیکن راگبی ۷ نفره اهل نیوزیلند است.
وی در مسابقات کشوری و بین‌المللی در مجموع برندهٔ ۱ مدال طلا، ۱ مدال نقره شده‌است.